# زیشان اشرف
زیشان اشرف (انگلیسی: Zeeshan Ashraf؛ زادهٔ ۲۸ فوریهٔ ۱۹۷۷) بازیکن هاکی روی چمن اهل پاکستان یود.